# کوتوپکی
کوتوپکی (به چکی: Kotopeky) یک منطقهٔ مسکونی در جمهوری چک است که در ناحیه بروون واقع شده‌است. کوتوپکی ۳٫۹۲ کیلومتر مربع مساحت و ۳۱۸ نفر جمعیت دارد و ۴۱۱ متر بالاتر از سطح دریا واقع شده‌است.